# Kolding

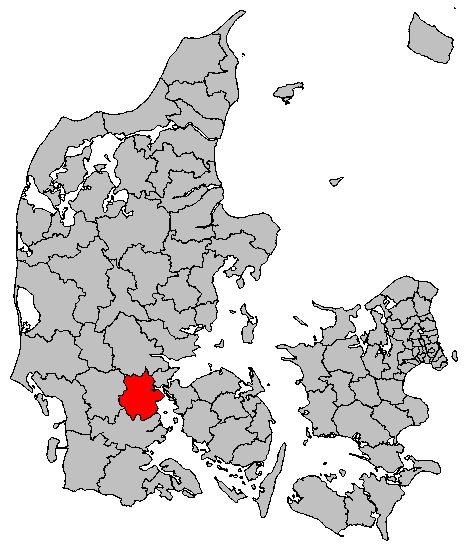
Thị xã Kolding

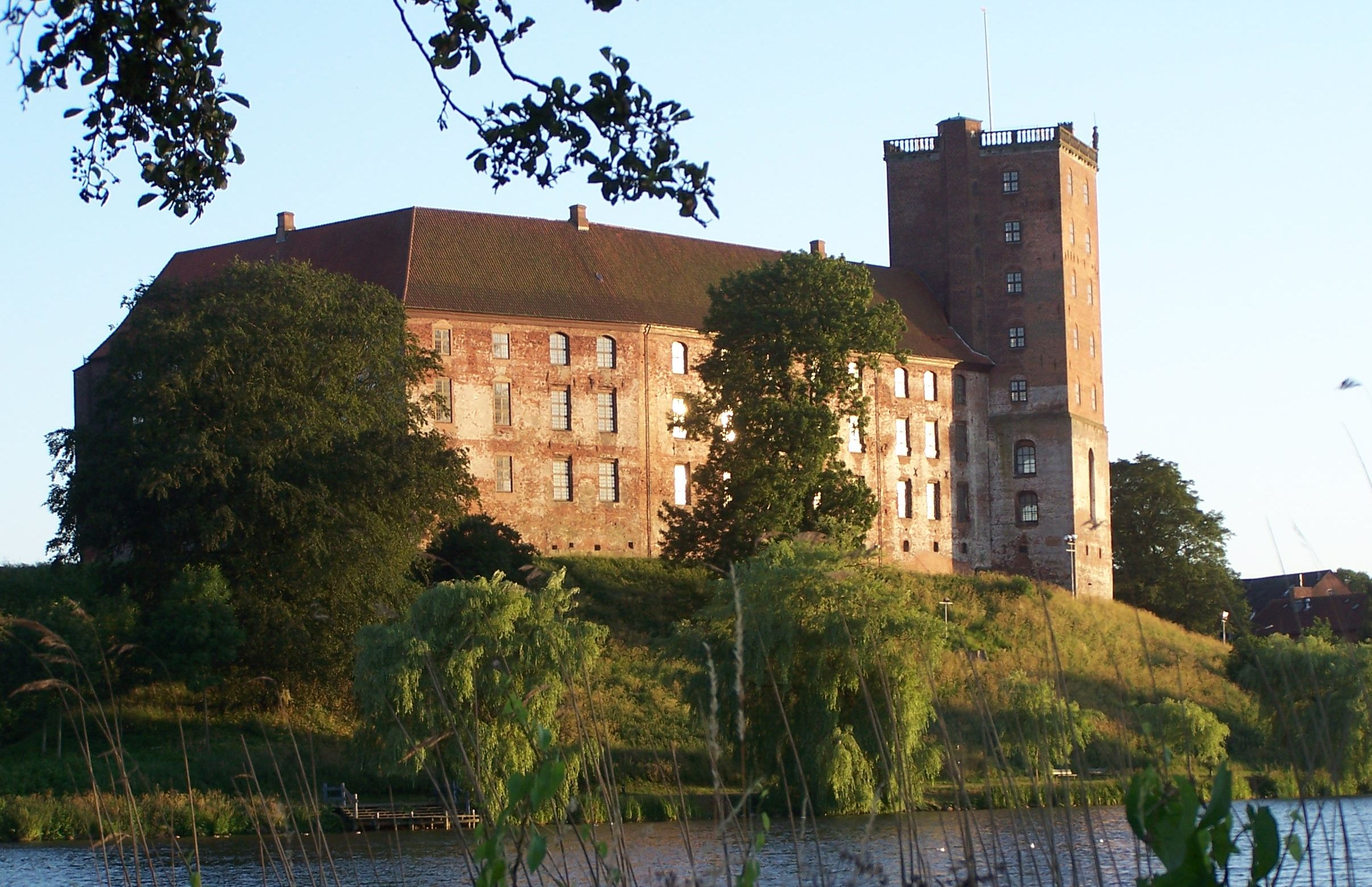
Lâu đài Koldinghus

Huy hiệu của thành phố Kolding

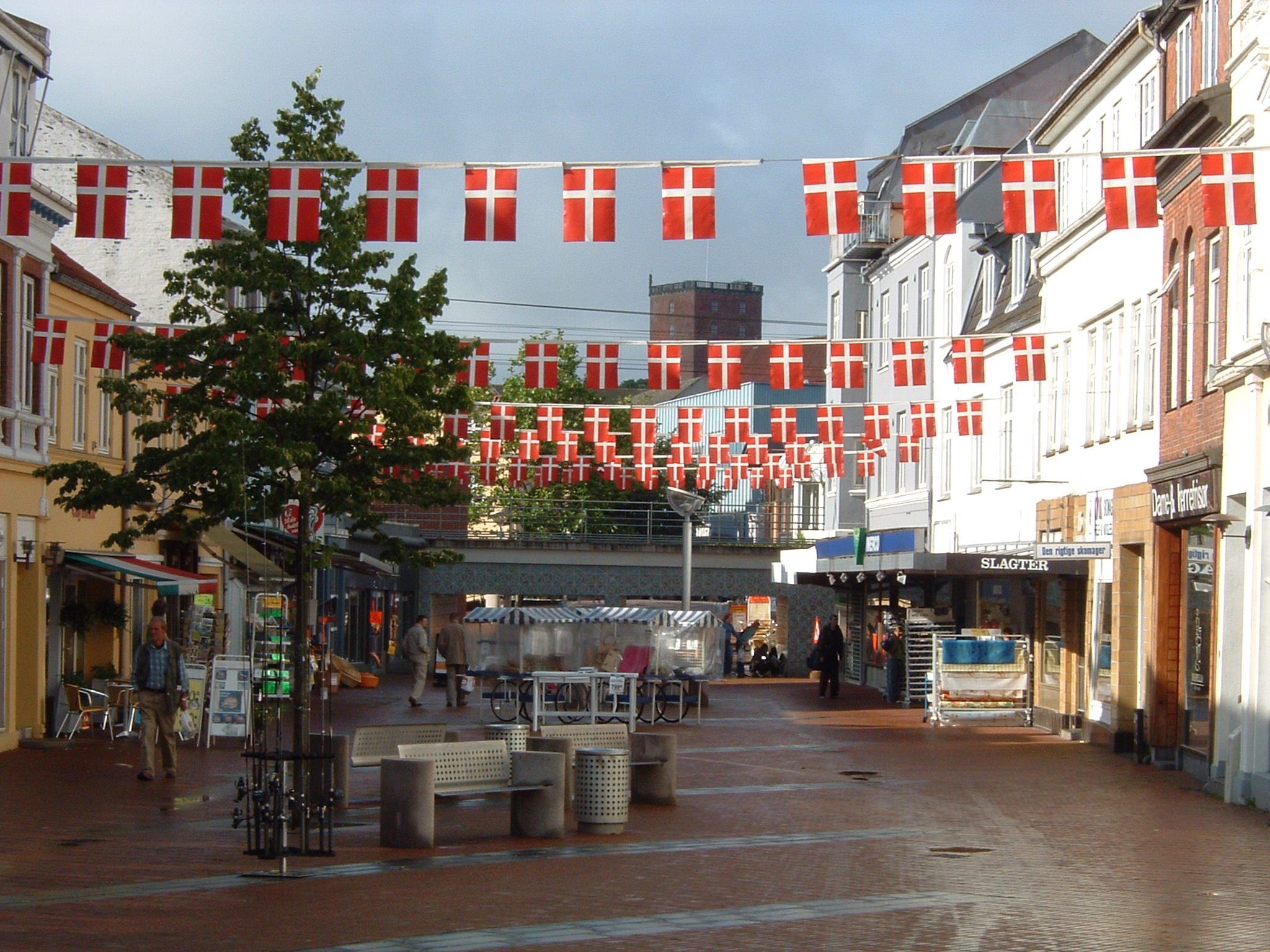
Kolding, đường phố Søndergade, với Koldinghus ở phía sau

Kolding là thành phố của Đan Mạch, nằm ở phía đông nam bán đảo Jutland. Với số dân 55.596 người (năm 2008) , Kolding là thành phố đông dân thứ 7 ở Đan Mạch. Kolding cũng là trụ sở của thị xã Kolding (hợp nhất với các thị xã cũ Vamdrup, Christiansfeld, Lunderskov) với 87.000 cư dân, trong 1 diện tích 605 Km², trực thuộc Vùng Nam Đan Mạch.

## Địa lý
Khu vực này được hình thành từ sông băng lục địa vào cuối thời kỳ băng hà cuối cùng, cũng gọi là thời kỳ băng hà Weichsel. Băng hà này đã tạo ra khu thung lũng đẹp với sông nhỏ Kolding Å chảy qua thành phố và vùng phụ cận. Do vị trí nằm ở trung tâm Đan Mạch, nên việc buôn bán và xuất cảng có ý nghĩa rất quan trọng đối với việc phát triển thành phố qua mọi thời đại. Khu thành cổ nằm trong 1 thung lũng và mở rộng ra về phía bắc và nam. Từ cuối thế kỷ 19, thành phố đã phát triển nhiều và nay trở nên thành phố công nghiệp và thương mại. phía bắc sông Kolding có lâu đài lịch sử Koldinghus.

## Lịch sử
Dấu vết khảo cổ ở Kolding  cho thấy là thành phố này có từ thời đầu vua Valdemar I (hậu bán thế kỷ 12).. Tên Kolding xuất hiện lần đầu trong Sổ địa bạ của vua Valdemar năm 1231. Nói chung thành phố đã trải qua 3 thời kỳ phát triển lớn
.
- Thời kỳ 1 từ giữa thế kỷ 16 tới giữa thế kỷ 17.
- Thời kỳ 2 từ cuối thế kỷ 19 tới thế chiến thứ hai.
- Thời kỳ 3 từ năm 1990 tới nay.

Kolding là thành phố biên giới giữa vương quốc và đất công tước Schleswig. Lâu đài Koldinghus và nhà thờ thánh Nikolai được xây từ thế kỷ 13. Lâu đài này đã được nhà vua sử dụng nhiều trong thế kỷ 16 và 17. Vua Christian III cho lập bệnh viện thánh Jørgen và hoàng hậu Dorothea cho lập trường trung học và nhà cối xay gió Slotsmøllen . Năm 1779 nhà cối xay gió Slotmøllen này trở thành hãng sản xuất bia.
Giữa hồ Slotssøen và lâu đài Koldinghus về phía bắc cùng sông Kolding Å về phía nam, là khu trung tâm thành phố, được hình thành từ thời trung cổ.
Kolding đã là chiến trường trong 2 cuộc chiến tranh ở Đan Mạch:
- Ngày 25.12.1658, liên quân Đan Mạch-Ba Lan dưới quyền thống tướng Stefan Czarniecki đã đánh bại quân Thụy Điển của vua Karl Gustav X trong cuộc chiến tranh Thụy Điển-Đan Mạch.
- Ngày 23.4.1849, quân Đan Mạch đã thua quân Đức trong cuộc chiến tranh 3 năm (1848-1850) với Đức, sau đó quân Đức đã chiếm đóng khu vực từ Kolding tới Aarhus.

Khu bắc lâu đài Koldinghus với đường phố Låsbygade, cho tới năm 1870 đã là điểm nút thương mại, vì có trạm thuế quan đặt ở đó. Sau năm 1870, trạm thuế quan dời tới khu vực cảng dành chỗ cho nhà ga xe lửa. Việc xuất cảng thuận lợi đã thu hút nhiều xí nghiệp tới đây và dân số đã tăng nhanh. Cảng Kolding cũng phát triển mạnh vì xuất cảng nhiều gia súc sống.
Năm 1886 thành phố có nhà máy cung cấp nước và năm 1898 có nhà máy phát điện. Cùng năm này thành phố có đường sắt tư đầu tiên tới vùng lân cận.
Việc phát triển thành phố cũng dẫn tới việc phát triển nữ quyền. Năm 1909 người phụ nữ đầu tiên được bầu vào Hội đồng thành phố và 4 năm sau có 4 phụ nữ trúng cử vào Hội đồng thành phố (trong số 19 ủy viên). Năm 1922 Nhà phụ nữ (Kvindernes Hus) là ngôi nhà đầu tiên ở Đan Mạch do các phụ nữ thành phố tự tay xây dựng.

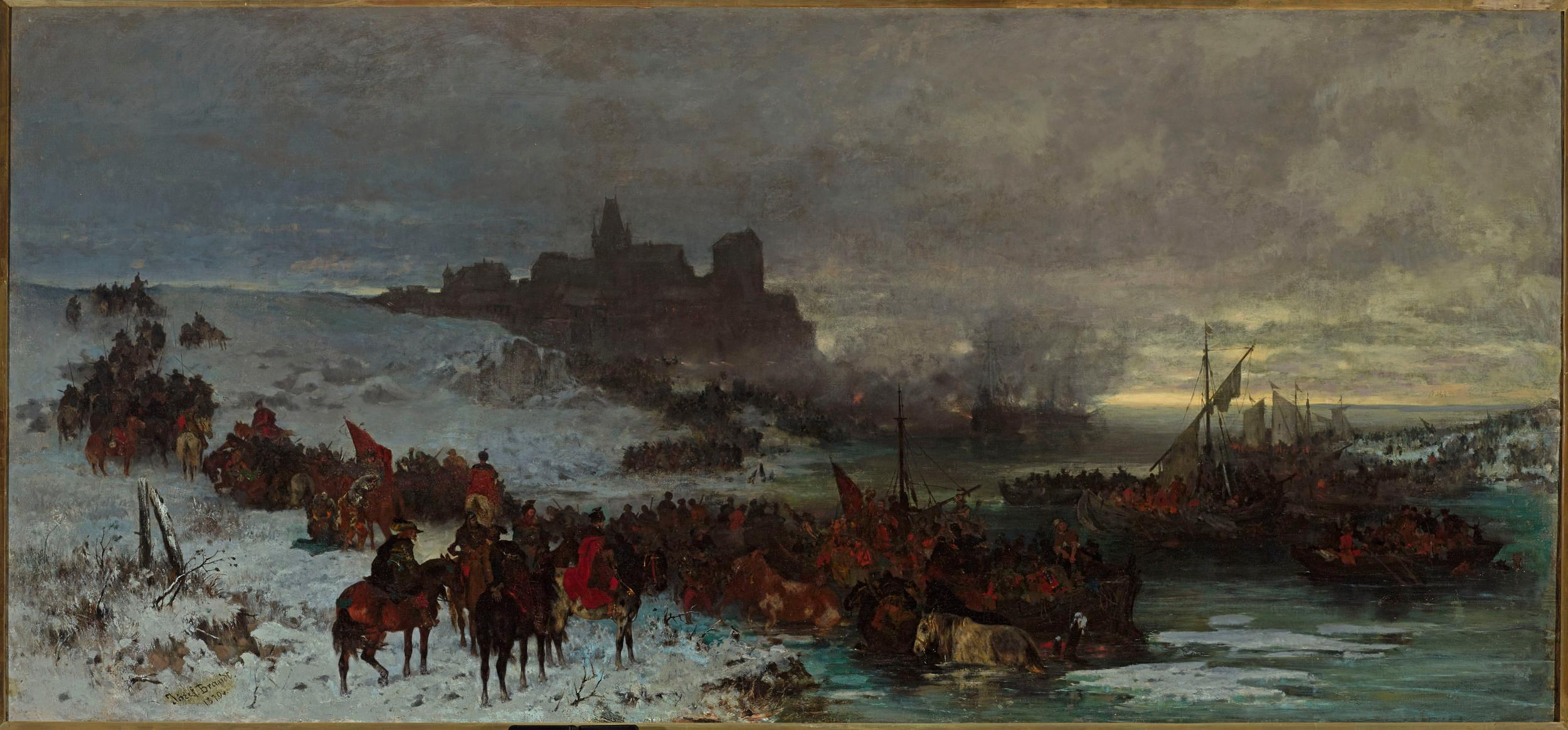
Trận Kolding, 1658

Trong thời kỳ Đức quốc xã chiếm đóng Đan Mạch trong thế chiến thứ hai, quân đội Đức đồn trú tại Kolding rất nhiều. Từ năm 1943 cơ quan Gestapo đặt bản doanh vùng Nam Jutland tại Staldgården trong lâu đài Koldinghus. Sau chiến tranh, 3 người Đan Mạch cộng tác với Gestapo ở Kolding đã bị tòa án xử tử.
Sau chiến tranh, 1 trại dành cho người Đức di cư đã được thiết lập tại Kolding cho tới năm 1949.
Trong thập niên 1970 Kolding lại phát triển mạnh với hàng loạt xí nghiệp sản xuất, kinh doanh và việc buôn bán cùng xuất cảng gia súc sống cũng như thịt heo.. Việc phát triển này cũng dẫn tới việc các ngôi nhà cũ dần dần biến mất, thay vào đó là các ngôi nhà hiện đại. Trong 20 năm trở lại đây, Kolding càng phát triển mạnh, nhờ vị trí ở khu tam giác của mình.

## Giao thông
Kolding năm ở vị trí rất thuận lợi về giao thông. Thành phố có 1 hải cảng với khoảng 1.000 tàu cập bến hàng năm, 1 nhà ga xe lửa với tuyến đường sắt nối giao thông tới các thành phố khác của Đan Mạch. Xa lộ châu Âu E20 chạy qua ngay phía bắc, mỗi ngày có khoảng 50.000 xe lưu thông. Ngoài ra còn có sân bay nhỏ là Sân bay Koldingegn và Sân bay Billund cách đó ½ giờ lái xe.

## Cơ sở giáo dục
Kolding có các trường sau:
- Munkensdam Gymnasium
- Kolding Gymnasium
- AMU Syd
- Trường thiết kế Kolding
- Chi nhánh Đại học Nam Đan Mạch
- International Business College
- Hansenberg

## Thời nay
- 1981 - Kolding được bầu là thành phố trong năm của Đan Mạch, vì việc cải tiến điều kiện công nghiệp và lấp nhiều xí nghiệp mới.
- 1991 - Kolding gia nhập Liên minh thành phố vùng Biển Baltic
- Ngày 3.11.2004 hãng sản xuất pháo bông N. P. Johnsens Fyrværkerifabrik ở khu Seest bị nổ gây thiệt hại rất lớn về tài sản cho khu phố và là tai nạn lớn nhất ở Đan Mạch trong thời nay.
- 2007 - Sau cuộc Cải cách thị xã ngày 1.1.2007, Kolding trở thành thị xã mới bao gồm các thị xã cũ Lunderskov, Vamdrup và Christiansfeld.

## Các nơi hấp dẫn
- Koldinghus, lâu đài hoàng gia cũ, nay là nhà bảo tàng.
- Vườn địa lý rộng 12 ha, trong đó có vườn bách thảo
- Trapholt, nhà bảo tàng ở bên Vịnh hẹp Kolding.
- Nhà bảo tàng lịch sử y tá Đan Mạch.
- Nhà thờ thánh Nikolai, xây từ thế kỷ 13 ở trung tâm thành phố.
- Kolding Miniby mẫu thành phố thu nhỏ theo dạng năm 1865 với tỷ lệ xích 1:10.

## Thành phố kết nghĩa
- Anjo, Nhật Bản (từ 1997)
- Delmenhorst, Đức (từ 1979)
- Drammen, Na Uy (từ 1946)
- Huéscar, Tây Ban Nha (từ 1982)
- Lappeenranta, Phần Lan (từ 1947)
- Panevėžys, Litva (từ 2000)
- Pisa, Ý (từ 2007)
- Stykkishólmur, Iceland từ 1979)
- Szombathely, Hungary (từ 1991)
- Örebro, Thụy Điển (từ 1946)
- Nanortalik, Greenland (từ 2007)